# آپاس جوماگولوف
آپاس (عباس) جوماگولوف (قرقیزی: Апас Жумагулович (Жумагул уулу) Жумагулов؛ زادهٔ ۱۹ سپتامبر ۱۹۳۴) دیپلمات، سیاستمدار، و زمین‌شناس اهل قرقیزستان است. وی از ۱۴ دسامبر ۱۹۹۳ تا ۱۴ مارس ۱۹۹۸ نخست‌وزیر این کشور بود.
وی همچنین برندهٔ جوایزی همچون نشان دوستی و نشان پرچم سرخ کار شده‌است.